# Citrombegyű bogyókapó
A citrombegyű bogyókapó (Melanocharis longicauda) a madarak osztályának verébalakúak (Passeriformes) rendjébe és a bogyókapófélék (Melanocharitidae) családjába tartozó faj.

## Rendszerezése
A fajt Tommaso Salvadori olasz ornitológus írta le 1876-ban.

## Alfajai
- Melanocharis longicauda longicauda Salvadori, 1876
- Melanocharis longicauda chloris Stresemann & Paludan, 1934
- Melanocharis longicauda umbrosa Rand, 1941[2]

## Előfordulása
Új-Guinea szigetén, Indonézia és Pápua Új-Guinea területén honos. Természetes élőhelyei a szubtrópusi és trópusi síkvidéki és hegyi esőerdők, valamint másodlagos erdő. Állandó, nem vonuló faj.

## Megjelenése
Testhossza 12 centiméter.

## Természetvédelmi helyzete
Az elterjedési területe nagyon nagy, egyedszáma pedig ismeretlen. A Természetvédelmi Világszövetség Vörös listáján nem fenyegetett fajként szerepel.